# Vừng cỏ
Vừng cỏ hay tâm hùng Nam Bộ (danh pháp: Centranthera cochinchinensis) là loài thực vật có hoa thuộc họ Cỏ chổi. Loài này được (Lour.) Merr. miêu tả khoa học đầu tiên năm 1935.